# میرل‌هرست (اورگن)
میرل‌هرست (به انگلیسی: Marylhurst) یک منطقهٔ مسکونی در ایالات متحده آمریکا است که در شهرستان کلاکاماس، اورگن واقع شده‌است.